# 황대현
황대현(黃大鉉, 1937년 7월 21일 ~ 2005년 9월 9일)은 대한민국의 지방자치공무원 출신 정치인이다.
제6,8~10대 대구광역시 달서구청장을 당선했으나, 달서구청장 임기 중이던 2005년 9월 9일 지병인 대장암으로 사망하였다.

## 학력
- 1948년 ~ 1954년 : 영천국민학교
- 1954년 ~ 1957년 : 영천중학교
- 1954년 ~ 1957년 : 대구상업고등학교
- 1961년 ~ 1965년 : 대구대학교 사범대학 특수교육과 학사
- 1979년 ~ 1981년 : 영남대학교 경영대학원 계획학 석사

## 경력
- 국제키와니스 한국지구6지역 증경부총재
- 국제와이즈멘 대구지방샬롬클럽 초대회장
- 대한민국국가조찬기도회 대구지회 수석부회장
- 대구경북 기독교 직장선교연합회 회장
- 가정복지회 이사
- 대구광역시장애인재활협회 이사
- 섬기는사람들 대구지역회 부회장
- 한국국제기아대책기구 대구지역회 부회장
- 산학경영기술연구원 이사
- 한국정부학회 이사
- 대구경북지방자치학회 부회장
- 전국시장군수구청장협의회 고문, 지방정치발전 특별위원장
- 제3대 전국시장군수구청장협의회 회장
- 1995.07.01 ~ 2005.09.09 제8~10대 대구 달서구청장(3선, 한나라당)
- 제6대 대구 달서구청장(1993.03  ~  1994.12)
- 제19대 대구 북구청장(1991.07  ~  1993. 03 )
- 대구광역시 지역경제국장(1989.05   ~   1991.07)
- 제16대 대구 동구청장(1988.06  ~  1989.04)

## 수상
- 1965년 12월:경상북도지사표창
- 1967년 8월:내무부장관표창
- 1979년 9월:내무부장관표창
- 1981년 12월:국무총리표창
- 1986년 2월:대통령표창
- 1993년:대구시 사회복지협의회 사회복지대상
- 1995년 4월:녹조근정훈장
- 1997년 12월:97내무부선정 최우수 자치단체대통령 표창
- 1998년 2월:98한국능률협회 한국지방자치 경영대상
- 2005년 7월:제10회 한국지방자치경영대상 최고경영자상(구 부문) (한국공공자치연구원, 동아일보사)

## 저서
- 일류자치단체,그 지름길은 무엇인가(구일출판사,1998년)

## 역대 선거 결과
|  | 50.72% |

|  | 70.60% |

|  | 100.00% |